# Агротехника
Агротехниката е система от научно разработени методи за отглеждане на селскостопански растения, като:
- обработка на почвата;
- торене;
- подготовка на посевен и посадъчен материал;
- начини за засяване или засаждане;
- създаване и поддържане на оптимална влажност на почвата;
- борба с плевели и вредители;
- сеитбообращение;[2]
- грижи при вегетацията;
- начини на прибиране на реколтата.

Агротехниката  осигурява високи, постоянни и качествено добиви при най-рационална организация на труда и на други средства за производство, при конкретни природни и икономически условия.